# Álgebra de operadores
El Álgebra de operadores basa su estudio en operadores. En términos generales matemáticos, un operador es un "artefacto" que actúa sobre otro "objeto" (número, función, vector, etc.) que se escribe a su derecha dando como resultado otro "objeto" de igual o distinta naturaleza; esta acción se denomina operación.
Por ejemplo: el operador derivada, actúa sobre la función f(x) que se escribe a su derecha, produciendo una nueva función de x.
- Datos: Q6172680